# Manolo Tena
José Manuel de Tena Tena, conegut com a Manolo Tena (Benquerencia de la Serena, Badajoz, 21 de desembre de 1951-Madrid, 4 d'abril de 2016) va ser un cantant espanyol i compositor. Va formar part dels grups musicals Cucharada (1977-81) i Alarma!!! (1983-1986). Va ser un dels artistes referents de l'anomenada movida madrileña en la dècada de 1980. En 1988 va començar la seva carrera en solitari amb "Tan raro" mentre va continuar component per a artistes com Miguel Ríos, Ana Belén, Luz Casal, Rosario Flores, o Ricky Martin. Entre les seves principals creacions hi ha Frío, Sangre española, o Tocar Madera. En 2015 va reaparèixer amb un nou àlbum: "Casualidades".

## Biografia

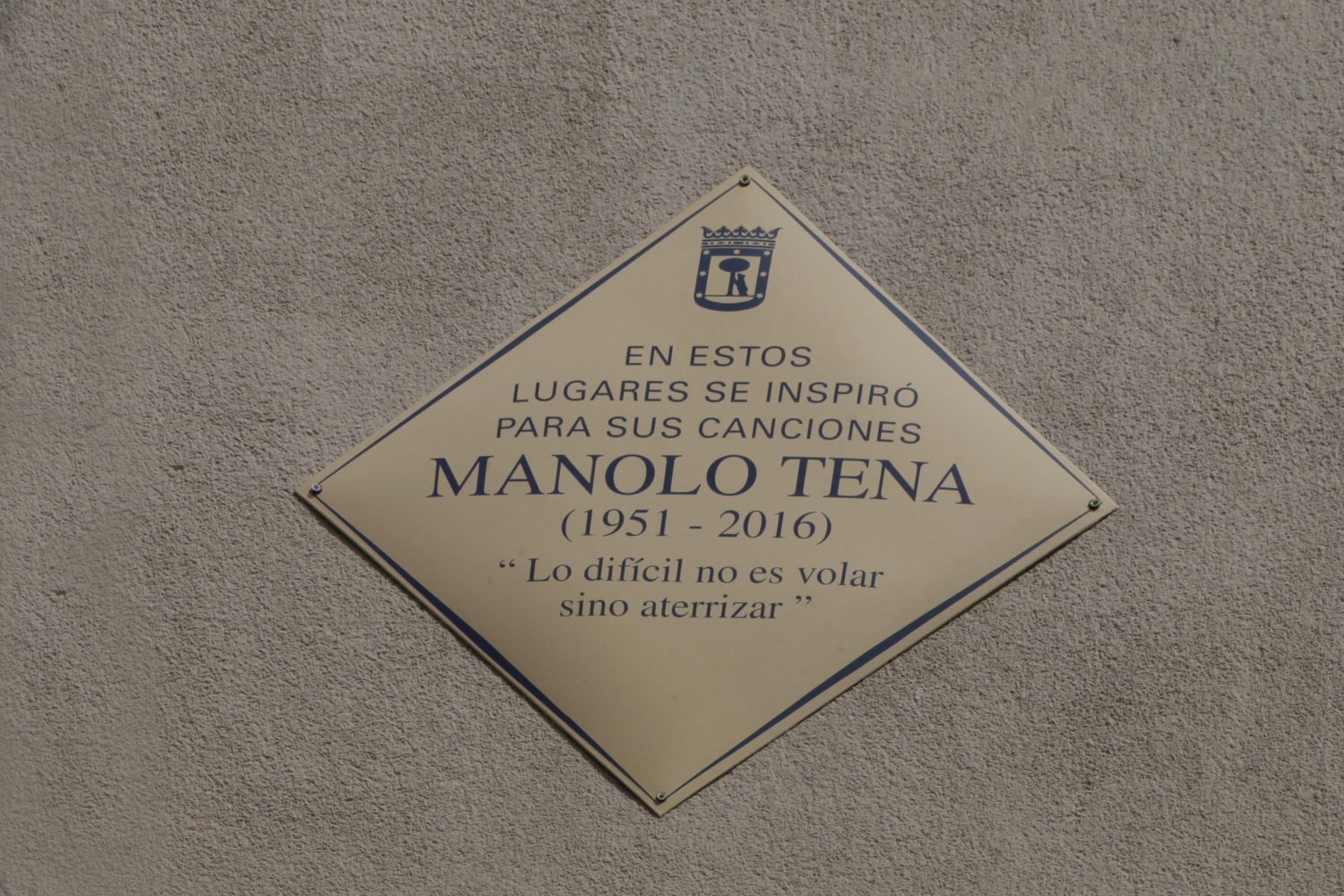
'En aquests indrets es va inspirar per a inscriure seus cançons Manolo Tena (1951-2016)'. Així resa la placa instal·lada per l'Ajuntament de Madrid al carrer Argumosa, al costat de la plaça de Lavapiés en record del cantant i compositor.

Fill d'emigrants extremenys que van arribar a Madrid va viure gran part de la seva vida al barri de Lavapiés. Interessat pel rock and roll des de molt jove als 14 anys, ja tocava en orquestres els caps de setmana per Madrid i voltants, amb un baix prestat.
Va deixar aviat els estudis i va treballar en nombrosos oficis: botons, aprenent d'impremta, cambrer, dibuixant i venedor. Amb el seu sou va poder comprar la primera guitarra. Més tard va ingressar a la universitat per estudiar filologia anglesa però no va acabar la carrera. Va aprendre a tocar, de manera autodidacta, el baix i una mica de piano. Entre les impressions que li marquen en la seva poètica: el mar.
Entre les seves primeres influències en els anys 70 estava la ironia de Frank Zappa, les cançons de John Mayall i l'estètica de Lindsay Kemp. En les seves entrevistes ha explicat que era també un àvid lector de poesia amb Rubén Darío i Antonio Machado entre els seus autors predilectes.
《La veritat és que sóc bastant autodidacta, encara que em fascinen, a més de Lorca, Kavafís, Gil de Biedma i els poetes foscos, com Rimbaud o Baudelaire. Vaig ingressar a la Universitat després dels 25 anys per estudiar Filologia anglesa, però no vaig acabar perquè solament em donaven bibliografia. Vaig aprendre anglès amb un diccionari i el Sargent Peppers dels Beatles. I vaig aprendre guitarra fixant-me en els concordes en els concerts i exercitant-me en les postures de les cançons de John Mayal》, explica en una entrevista en 1994.
En els seus començaments va començar a actuar amb el pseudònim de Lolilla Card un personatge "esquerrà i còmic" cantant temes socials amb sarcasme. Entre les seves primeres col·laboracions, en 1975 va col·laborar amb Luis Eduardo Aute en el disc Babel (Ariola).

### Amb el grup "Cucharada"
El 1977 va néixer el primer grup que va liderar: Cucharada, es va castellanitzar del nom inicial de la banda, Spoonful, primera experiència a Espanya de fusió del rock and roll i el teatre. A més de Tena (baix i veu), el grup estava format per Antonio Molina (guitarra), José Manuel Díaz (bateria, veu i guitarra) i Jesús Vidal (guitarra). En els seus discos i directes va comptar amb col·laboracions d'artistes com Hilario Camacho, Miguel Botafogo, Florencio Martín i Moncho Alpuente.
Manolo Tena parlava del grup com una expressió de la protesta antifranquista unit a l'experiència del teatre transgressor:《Acabem posant a un oncle emmanillat en l'escenari, com si li hagués donat una pallissa la repressió, i estàvem tota l'estona dient-li al públic que ho deixés anar. Fins que el públic no aguantava més i pujaven a deslligar-ho. També, part del públic era nostre, llavors ens llevaven els instruments, els els deixàvem, i tocaven ells》.
Musicalment, se'ls va emparentar amb Led Zeppelin, amb estil underground i punk rock. Segons la crítica musical, les seves actuacions malbarataven teatralitat, imatgeria reivindicativa i divina improvisació, fusió rock i teatre amb tocs de Frank Zappa i els moviments mímics de Lindsay Kemp, sumat a la influència de grups teatrals com Tábano i Madres del Cordero, considerats famosos a Madrid en aquella època.
El 5 de juny de 1978, van gravar el seu primer senzill "Social peligrosidad" (Chapa) cançó de protesta contra la Ley de vagos y maleantes que es va convertir en el seu tema insígnia. Van pagar la seva transgressió amb la prohibició que el tema s'escoltés en la ràdio espanyola igual que posteriorment Quiero bailar el rock and roll i Esta noche, censurada perquè es va considerar apologia de la marihuana.
Eren els temps de reunió en La Cochu (Laboratorio Colectivo Chueca), una associació llibertària que aglutinava diversos col·lectius (musical, de cinema, de teatre, gràfic, etc.) embastats per les idees de l'autogestió i la distribució alternativa en el marc dels personatges de la movida madrilenya que realitzava un fanzine, organitzava concerts, feia de vegades de segell independent, fins i tot, pretenia ser una oficina de contractació de grups. També van participar en el disc generacional "Rock del Manzanares: Viva el Rollo Vol. 2" (Chapa, 1978) una de les primeres referències de l'inimitable so Chapa en el qual Vicente Romero "Mariscal" va apadrinar a cinc grups del llavors anomenat rock mesetario: Asfalto, Cucharada, Leño, Union Pacific i Araxes II.
El setembre de 1978, van participar en el Rocktiembre 78 al costat de Leño, Coz i Topo, un festival de rock a Madrid organitzat per recaptar fons per al Sindicat de Músics de Madrid.
El 1979, van gravar "El limpiabotas que quería ser torero" (Chapa) frenat per les dificultats de difusió radiofònica, de nou a causa del contingut de les seves lletres i la falta de promoció de la seva productora centrada en altres grups menys arriscats. Entre les seves cançons "Canción para pedir limosna".
El 1980 van editar el seu últim single "Quiero bailar Rock & Roll" (Chapa).
El juliol de 1981 Cucharada va ser el grup teloner de Chuck Berry a Madrid.
Temps després, el grup Sinistro Total els va retre homenatge amb la recuperació i reinterpretació d'algun dels seus temes com "Compre, pase, no molesta" i "Quiero bailar rock and roll".

### Amb el grup "Alarma!!!"
El 1981, Tena impulsa un nou grup, Alarma!!! marcat pel after-punk i el reggae en el qual també participen altres dos membres de Cucharada, José Manuel Díez a la bateria i Jaime Asúa a la guitarra. Al principi, es fan anomenar FBI però després el seu mimetisme amb The Police (on els situa la crítica especialitzada) els porta a The Alarm que castellanitzen com Alarma!!!
Comencen a donar petits concerts per Madrid fins a debutar amb Leño i ser contractats pel segell Mercury Records.
El 1984, van editar el seu primer disc sota el títol homònim de "Alarma!!!". Un any més tard, en 1985, van tornar als estudis d'enregistrament amb el seu segon treball sota el segell de PolyGram Iberica titulat “En el lado oscuro”. D'aquest àlbum sortirien els temes més recordats del grup, sobretot els que més tard farien una versió d'Ana Belén i Los Secretos, como Frío o Marilyn, encara que tampoc va tenir l'èxit esperat. 《Demasiado heavies para los modernos y demasiado modernos para los heavies》, va sentenciar anys més tard el mateix Tena.
Després de la sortida del disc, es van incorporar a la gira de Miguel Ríos Rock en el Ruedo com a teloners i convidats d'honor. Finalment en 1986 el grup es va separar definitivament, Tena se'n va anar a Mèxic i va decidir iniciar la seva etapa en solitari.

### Treballs en solitari
El 1988, va iniciar la seva carrera en solitari amb "Tan raro" un disc de rock urbà gravat sota el segell de Elígeme Records de Joaquín Savina que va tenir poc èxit. Al temps es dedicava a escriure per a altres músics com Miguel Ríos, Ana Belén, Luz Casal, Los Secretos i Sinistro Total. Va canviar la seva residència a Miami.

#### Sangre española (1992)
Després de gairebé quatre anys, rep una trucada del vicepresident de Sony Music Entertainment, Tomás Muñoz, que li proposa un contracte amb aquesta companyia a través del segell Epic Music. D'aquest contracte, es va derivar l'enregistrament del disc "Sangre española" que apareixeria l'any 1992 i que va representar un abans i un després en la seva carrera artística arribant a vendre més de vuit-cents mil discos, èxit que li va generar també alguns problemes amb el fisc espanyol, no perquè no volia pagar sinó perquè no cobrava de la SGAE els seus drets d'autor.
Paral·lelament al seu treball com a cantant Tena va conrear la seva faceta d'escriptor i el 1993 va publicar amb Ediciones Siruela "Canciones" una recopilació dels temes escrits durant la seva trajectòria com a lletrista. A més de temes inèdits, va incloure en el llibre textos interpretats per altres cantants, com Rosario o Ana Belén a més d'un article que va escriure per al sindicat d'artistes. El mateix any es va fer càrrec de la banda sonora de la pel·lícula Por qué lo llaman amor cuando quieren decir sexo? (1993) dirigida per Manuel Gómez Pereira, un treball que li va valer la nominació per al Goya a la millor música original en 1994.
El 1994 va participar en el disc col·lectiu en suport a Amnistia Internacional per finançar la campanya "Vidas silenciadas" contra els homicidis polítics i les desaparicions forçoses amb la cançó Siempre y nunca, inclosa en el disc d'homenatge a Antonio Vega. També va escriure Romperá tu corazón, el tema central de la pel·lícula "Una chica entre un millón" (1994) de Álvaro Sáenz d'Heredia i va participar en l'espectacle Mucho más que dos, de Ana Belén i Víctor Manuel.
El 1995, torna a l'estudi i edita un nou disc sota el títol de "Las mentiras del viento" on l'artista considera que va reunir els seus 《mejores versos, quizá por eso no vendí nada》, va explicar en una entrevista en la qual repassava i en la qual va assenyalar també que el següent treball, gravat en 1997, "Juego para dos" amb lletres en les quals deixa a un costat les composicions malenconioses i es va centrar en la vida i l'amor va ser 《un capricho personal》.
En aquesta etapa, des de 1995 va ser membre de la Junta Directiva de la SGAE, candidatura que no va renovar el 2001.
El 1996, va col·laborar en el disc "Desde que tú te has ido" en homenatge a la cantant Cecilia.
El 1998, la seva discogràfica va editar "Grandes éxitos y rarezas", un doble àlbum amb 31 temes seleccionats entre els millors èxits de la discografia de l'artista al costat d'alguns temes tocats de diferent forma. També col·labora amb les seves lletres La chica del perro amb el grup Gran Jefe, un conjunt de rock madrileny format per músics veterans presentat al juny del 98. En el mateix any edita un disc senzill dedicat a "García Lorca: Manolo Tena y Federico García Lorca: Poeta en Nueva York" amb La aurora, el tema principal del single i Son de negros en Cuba.
El 1999, va publicar el llibre de poemes "Ludopoesía" amb l'editorial Eride inspirat en els arcans majors del tarot. També en el 99 es va estrenar la pel·lícula París-Tumbuctú dirigida per Luis García Berlanga en la qual Manolo Tena va cantar el seu tema central A ninguna parte.

#### Insólito (2000)
L'any 2000, va tornar a Madrid després de diversos anys vivint en Miami i va gravar "Insólito" -a Espanya i Holanda- que va aparèixer sota el segell de Ventura Music, de la companyia Kripton Music i que va publicar a internet. L'ambientació del disseny estava relacionada amb la cinematografia, i alguns dels grans mites van inspirar al cantant i compositor. Tena es va transformar, amb trucs fotogràfics, en actors com James Dean, Marlon Brando, Sean Connery, Humphrey Bogart, Robert de Niro i Dustin Hoffman, en El graduado. L'amor i l'amistat van continuar sent temes centrals de les seves composicions. "Insólito" va incloure a més els dos poemes de García Lorca als quals Tena va posar música en 1998, La aurora i Son de negros en Cuba, a més de A ninguna parte recuperant el tema de la pel·lícula de Berlanga.
El mateix any amb la cançó Doñana participa en un disc col·lectiu amb quinze artistes, entre ells Carlos Cano, Enrique Morente o Lucrecia: "Doñana, música del agua", que recull cançons sobre Doñana i una sèrie de sons característics de la reserva natural, gravats sobre el terreny, com la saca de les egües o el cantar dels ànsars.
L'any 2000, col·labora també en el disc "A tu lado" (DRO) amb Los Secretos en un disc homenatge a Enrique Urquijo mort al novembre de 1999 interpretant Buena Chica.
El 2002, compon la banda sonora de la pel·lícula "Hasta aquí hemos llegado", de Yolanda García Serrano, guanyadora d'un Goya.

#### Básicamente(2003)
El 2003, grava el seu primer disc en directe sota el títol de "Básicamente". Per a això, va triar com a escenari el pati del Comte-Duc de Madrid i en el disc va repassar els seus trenta anys de carrera amb els millors temes des que va fundar Alarma!!!, en el qual va incloure a més algunes cançons inèdites. El disc va ser editat per una nova companyia de discos la Corporació Discogràfica Iberoamericana (CDI), sota el segell de Sun Records, i en ell col·laboren músics com Pablo Salines als teclats, Toni Vázquez a la bateria, Yrvis Méndez al baix, Ángel Venancio i Antonio Molina a les guitarres, a més dels cors, instruments de vent i la percussió. En aquest concert, també apareixen la col·laboració de David Montes, Joaquín Lera, Álvaro Urquijo i el seu amic excomponent d'Alarma!!!, Jaime Asúa.

#### Cançons noves (2008)
El 2008, torna a l'estudi d'enregistrament i edita el seu següent disc "Canciones nuevas", produït per Juan Belmonte, en el qual s'incorpora ritmes molt dispars que van des del reggae fins al rhythm & blues, passant per l'acústic més senzill d'una nana. Entre els dotze temes hi ha un d'ells dedicat a l'11-S i la seva repercussió posterior. En aquest any, va rebre un doble disc de diamants i el premi de la SGAE en reconeixement de la seva trajectòria com a músic.

#### Casualidades(2015), el retorn
Des del 2008 fins a 2012/2014, es va obrir un període en el qual Tena va estar allunyat de l'actualitat musical a causa de problemes d'addicció que reconeixerà públicament en les seves entrevistes entre 2014 i 2015 en presentar un nou treball: Casualidades. Esporàdicament va participar en la gira Los 80 en concierto.
Entre 2012 i 2013, inici de la seva nova etapa, es va realitzar el programa setmanal de ràdio "Una hora de libertad con Manolo Tena" en RadioMedia21.
També es va implicar en un nou projecte anomenat La Removida amb Fortu, d'Obús, Javier Andreu de La Frontera i Sherpa de Barón Rojo realitzant diversos concerts homenaje al pop rock de los 80 i recolzant a joves artistes com la canària Andrea Báez en "Tras la piel" (2013).
El febrer de 2014 va publicar "El concierto de Las Ventas", l'enregistrament del mític concert que Manolo Tena va oferir el 7 de setembre 1993 durant la gira de Sangre española en la plaça de toros de las Ventas davant més de 10.000 persones, gravat per a un programa de televisió i que s'havia extraviat. Els seus teloners van ser Los Rodríguez un grup fins a aquest moment poc conegut.
El febrer de 2015, va tornar a formar part de la Junta Directiva de la SGAE, càrrec que ja havia ocupat en 1995.
El setembre de 2015, després de vuit anys de recerca va publicar l'àlbum, "Casualidades" -inicialment havia d'anomenar-se "La vida por delante"-- produït pel seu germà, Rafa Tena. La vida por delante és el títol d'una de les cançons de l'àlbum, que va escriure a Cuba, en un dels centres de rehabilitació pels quals va passar.
L'àlbum va estar precedit per dos singles: "Princesa azul" i "Opiniones de un Payaso". Per a la presentació del disc, Manolo Tena, va oferir diverses entrevista en les quals es va confessar "en procés de recuperació". L'àlbum va entrar en les llistes de vendes d'Itunes i sembla retornar als seus seguidors al millor Manolo Tena. Suposa també el retorn als escenaris de Tena, amb concerts en diferents ciutats espanyoles, incloent un ple en el Teatre Monumental de Madrid.
El novembre de 2015, Televisió Espanyola li va dedicar un dels programes de la sèrie Imprescindibles: "Manolo Tena: Un extraño en el paraíso".
El febrer de 2016, es va estrenar el programa de televisió A mi manera en el qual Tena, amb altres sis artistes espanyols (Mikel Erentxun, Marta Sánchez, Antonio Carmona, Nacho García Vega, David de María i Soledad Giménez) a manera de "reunión de viejos amigos", comparteixen records i versionen els grans èxits de cadascun d'ells convivint en una casa al costat del mar. El programa, emès per La Sexta, està basat en el format internacional The best singers produït per Magnolia TV.
La seva última entrevista la realitzava el 18 de març de 2016 al programa Connecta2 que emeten les cadenes de ràdio Onda Fuerteventura i Eco Radio Canarias http://ondafuerteventura.es/la-ultima-entrevista-de-manolo-tena-en-la-radio/ Arxivat 2016-04-04 a Wayback Machine.
Va morir de càncer de fetge, el 4 d'abril de 2016 en Madrid.

## Trajectòria com a compositor
Al costat de la seva carrera com a cantant va desenvolupar, en paral·lel, la seva faceta de compositor.
Tena explicava que solament escrivia per a aquells que coneixia perquè "li agrada fer vestits a mida". Ha compost cançons per a artistes com Miguel Ríos, Ana Belén, Luz Casal, Los Secretos, Rosario Flores, Sinistro total, Ricky Martin. Un dels seus majors èxits "Sangre española" (1992) la va compondre per a Rosario però aquesta la hi va retornar. Posteriorment va intentar que la cantés Luz Casal, segons explicava en una de les seves entrevistes, però tampoc la va voler. Finalment la va interpretar ell mateix. Des de llavors -explicava- totes les cançons que no eren acceptades se les quedava per a ell.

## Documental:Un extraño en el paraíso
El novembre de 2015 Televisió Espanyola va estrenar el documental "Manolo Tena: Un extraño en el paraíso" al programa cultural "Imprescindibles" dirigit pel seu germà Rafa Tena, que repassa la seva trajectòria professional i personal amb moments clau (positius i no tan positius) de la seva carrera artística... encerts, errors i excessos de la seva carrera professional -s'anuncia en RTVE- amb el suport dels arxius de TVE i les reflexions del propi Manolo Tena. En el documental intervenen molts dels seus amics Ana Belén, Víctor Manuel, María Dolores Prada, Pepe Navarro, Pancho Varona, Luz Casal, María Teresa Campos, Rosendo, Luis Eduardo Aute, Miguel Ríos.

## Vida personal
Després de l'èxit de Sangre española es va traslladar a Miami on en 1994 va contreure matrimoni amb l'actriu d'origen cubà Marlene Alto. Els últims anys vivia amb Ana, la seva dona, i la seva filla petita, Manuela.
Un dels aspectes que va marcar la seva vida va ser el consum de drogues. Amb 27 anys ja havia sofert una crisi esquizofrènica pel consum de marihuana, una droga de la qual anys més tard va descobrir era al·lèrgic. Durant tres dècades va passar per multitud de centres de rehabilitació, clíniques de desintoxicació i granges de retir.
Després d'anys de lluita contra la seva addicció, el 2015, en presentar el disc "Casualidades", explicava en les seves entrevistes que estava "en recuperació" i es referia a ell mateix com un "supervivent" que havia tocat la tanca per ell i per tots els companys i amics que van seguir un camí similar, Antonio Flores, Antonio Vega, Jesús de la Rosa i Enrique Urquijo.

## Discografia
- Social peligrosidad / Libertad para mirar escaparates [Single] (1978) amb Cucharada
- El limpiabotas que quería ser torero [LP] (1979) amb Cucharada
- Quiero bailar Rock & Roll / La Cajita de Música [Single] (1980) amb Cucharada
- Alarma!!! (1984) amb Alarma!!!
- En el lado oscuro (1985) amb Alarma!!!
- Tan raro (1988)
- Sangre española (1992)
- Las mentiras del viento (1995)
- Juego para dos (1997)
- García Lorca: Manolo Tena y Federico García Lorca: Poeta en Nueva York (1998)
- Grandes éxitos y rarezas (1998), recopilatori
- Insólito (2000)
- Básicamente (2003), en directe
- Canciones nuevas (2008)
- El concierto de las ventas (2014), concert en directe de 1993
- Casualidades (2015)

## Col·laboracions
- Actor en el capítol "Jardines en el cielo" (1986) de la sèrie Turno de oficio, d'Antonio Mercero.[48]
- Por qué lo llaman amor cuando quieren decir sexo? (1993) de Manuel Gómez Pereira Banda Sonora[49]
- En Una chica entre un millón (1994) tema central de la banda sonora "Romperá tu corazón"[21]
- Rwanda cançó homenatge en suport a les víctimes del genocidi de Rwanda per a Metges del Món (1994)[50][51]
- En París-Tombuctú (1999) canta "A ninguna parte" tema de central de la pel·lícula de Luis García Berlanga.[52]
- Doñana cançó en l'àlbum especial Doñana, música del agua que recull cançons sobre Doñana
- Hasta aquí hemos llegado (2002) banda sonora

## Llibres
- Canciones (1993) Ediciones Siruela ISBN 9788478442027
- Ludopoesía (1999) Ediciones Érice ISBN 9788415510680

## Premis
- 1993 Nominat al Goya a la millor B.S.O. per Por qué lo llaman amor cuando quieren decir sexo?
- 2001 Premi "Millor Artista - Categoria Rock" en la 5a edició dels premis de la música.[53]
- 2003 Premi de l'Orden de Saurí, màxima distinció del Govern de Panamà
- 2008 Doble disc diamants
- 2015 Premi Llatí d'Or al millor compositor.[54]